# Ball de gitanes

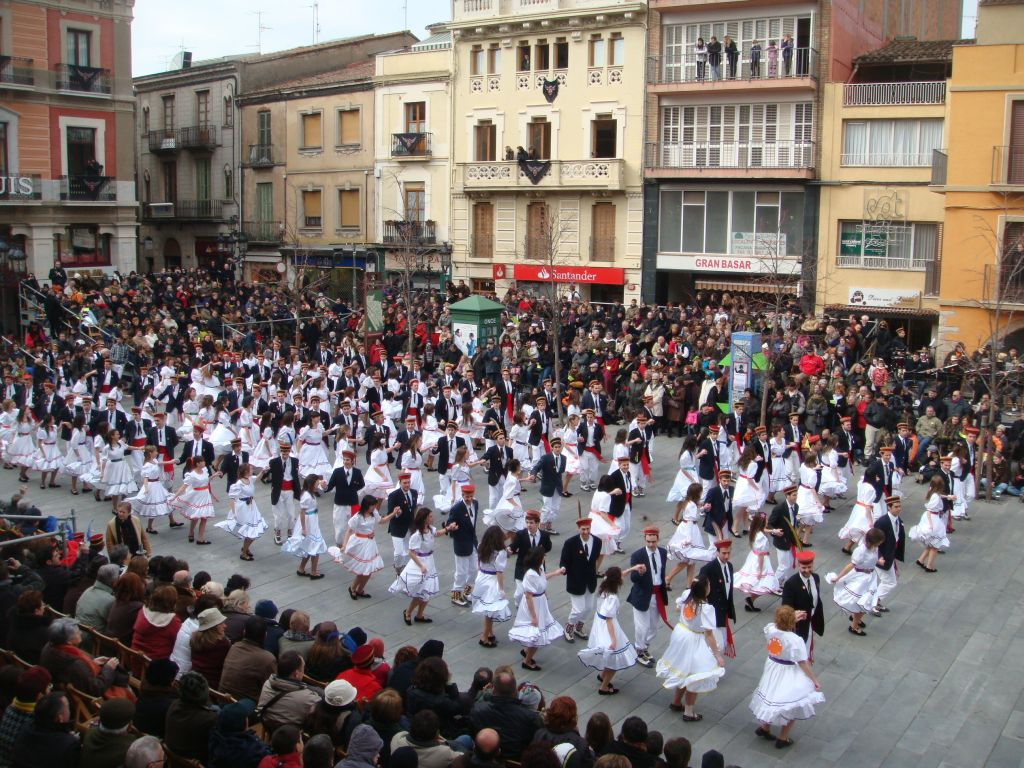

El ball de gitanes és una dansa tradicional que té lloc a Catalunya i al País Valencià. Hom diferencia dues tipologies de ball de gitanes, el que es balla per les festes de Carnestoltes a la zona del Vallès, on destaca el Ball de Gitanes de Sant Celoni, un dels més antics i amb més tradició; i el que es balla per Corpus i Festa Major a diferents pobles del País Valencià i a la Catalunya Nova, principalment en les Festes Majors del Camp de Tarragona i el Penedès.

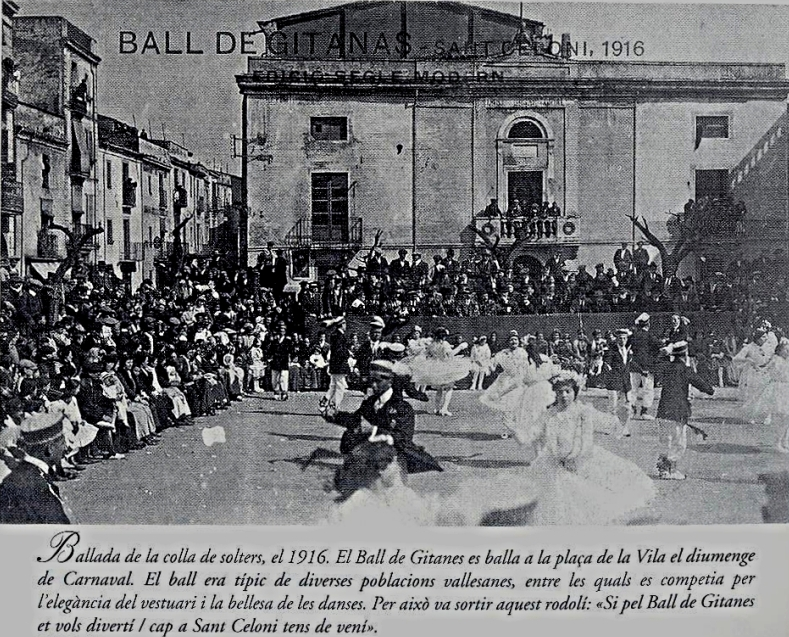

Cal destacar que la Dansa de la Carxofa, dins la tipologia del ball de gitanes amb cintes, que actua a les Festes de la Mare de Déu de la Salut d'Algemesí és Patrimoni Cultural Immaterial de la Humanitat per la UNESCO des del 2011.

## Ball de gitanes al Vallès

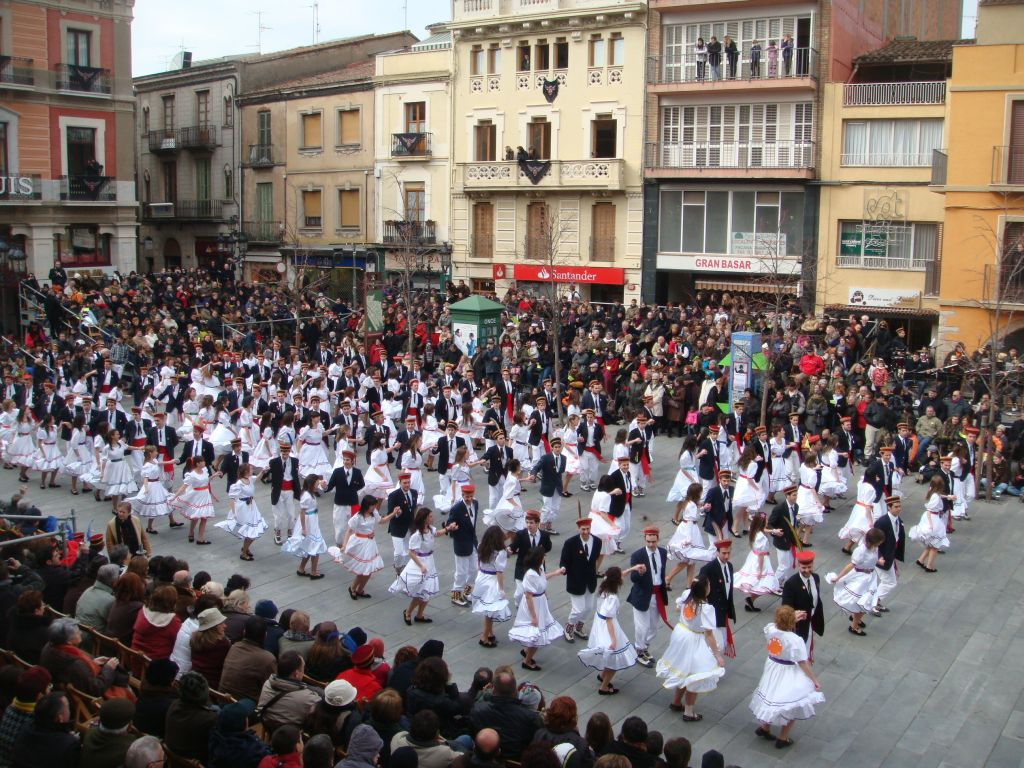
Ball de Gitanes a la Plaça de la Vila de Sant Celoni.

En la modalitat del Vallès, el ball típicament de Carnestoltes es fa en formació de colles de parelles en fila, amb castanyoles a les mans i picarols als peus, salten i ballen al ritme de la música, sovint interpretada per una cobla. El ball de gitanes de Sant Celoni està documentat de l'any 1767, sent un dels més antics del país i amb més renom.
El Capità amb els seus balladors i el Vell i la Vella presideixen la comitiva, el grup de música toca durant tota la cercavila, els dansaires no se'n poden estar i fan alguns balls al mig del carrer. Els diablots provoquen el públic saltant, llençant farina, petards i sobretot, fent xivarri. En arribar a la plaça, entra el Capità i demana permís a les autoritats per ocupar-la. Un cop concedit entren el Vell i la Vella, uns personatges grotescos de la comparsa que presidiran l'acte. El Vell fa un discurs carnavalesc i en acabar una traca assenyala l'entrada dels Diablots. Les colles del Ball de Gitanes entren a la plaça amb el galop d'entrada. La música de cobla és diversa, ja que no hi ha una melodia concreta per ballar. Ballen diferents tipus de gèneres com el vals, la polca, el xotis, galop d'entrada, Jota, Contradansa, Frandola, alguna peça sorpresa i s'acaba la festa amb el Galop de Sortida.
Tenen diferents personatges segons la població com ara capità o diables, que actuen com a esparriots festius que assenyalen l'espai ritual de la dansa i interactuen amb els balladors. Els diablots porten màscara amb banyes, roba vermella i una faixa negra d'on pengen els esquellots que amb el seu soroll invoquen els mals esperits. S'encarreguen d'esvalotar el públic durant la cercavila i de mantenir l'ordre a la plaça, on també fan befa d'algun esdeveniment que hagi passat durant l'any.

## Ball de gitanes a la Catalunya Nova i País Valencià

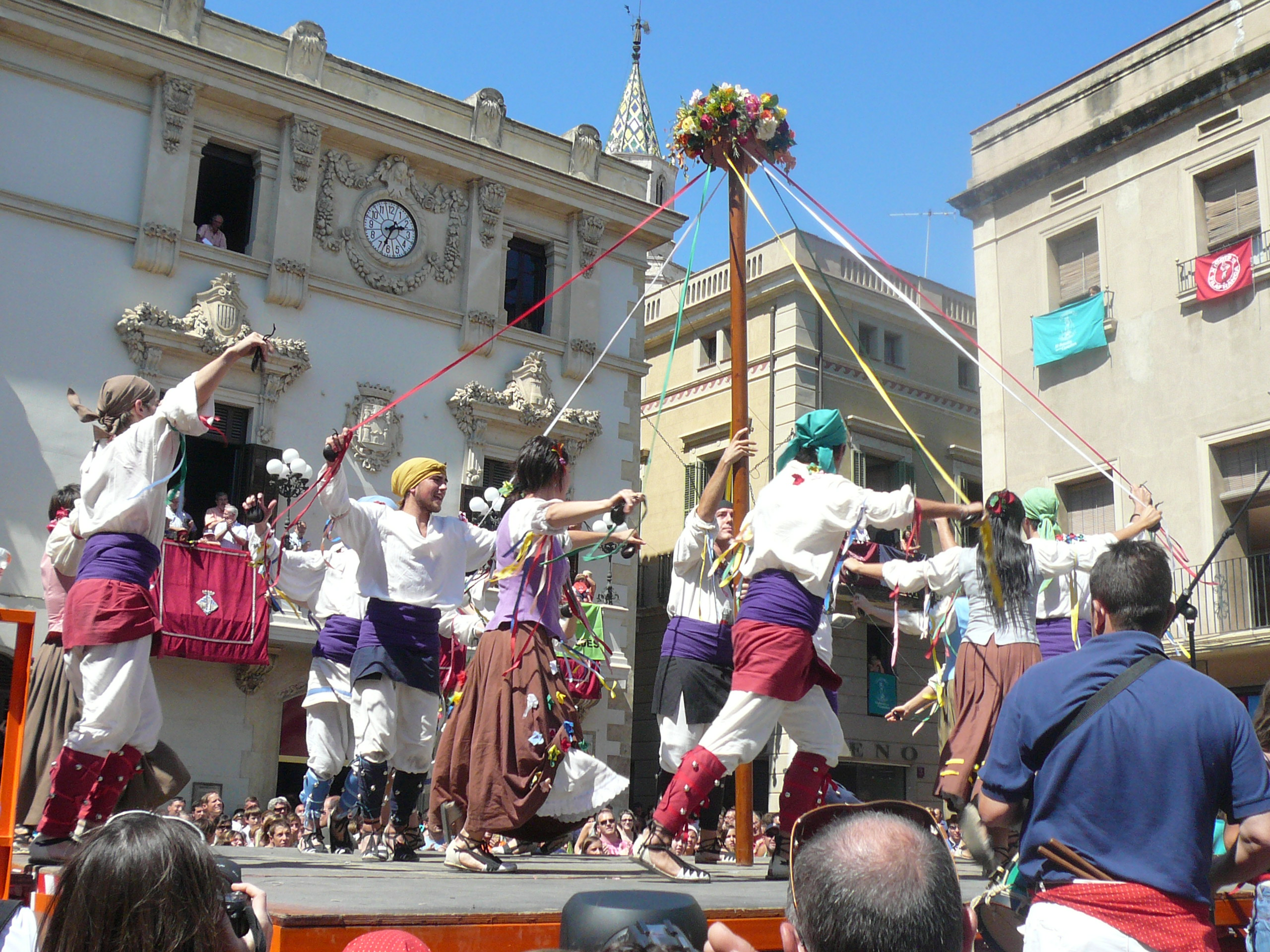
Ball de Gitanes de Vilafranca, Catalunya.

En la modalitat de la Catalunya Nova i País Valencià, el ball es dansa per la festa major i el corpus. La dansa es fa al voltant d'un pal d'on surten unes vetes (o cintes) que subjecta per l'altra punta cadascun dels balladors, anomenats gitanos i gitanes, i en ballar es van formant trenes o cordons segons el pas de la dansa.
Van vestits amb indumentària que els fa semblar d'ètnia gitana del segle xix. El pal és l'emblema i el símbol del grup: representa l'antic Arbre de Maig. Fet de fusta amb vernís, està coronat per una tofa de flors d'on surten les cintes, sense que nosaltres en podem veure l'origen.
A Vilafranca del Penedès al ball de gitanes fins al 2001 el ballaven un grup de gitanos i gitanes de la població durant moltes dècades.

### A la Catalunya Nova
El ball a la Catalunya Nova es considera que és un ball amb parlaments perquè el text no és tan sols un suport de la dansa i la gran importància que adquireix la posada en escena i el tractament que rep la part recitativa ha fet que es consideri les Gitanes un ball parlat amb la mateixa consideració que els Diables o el Ball d'en Serrallonga.
El text del ball parlat diferencia personatges amb uns rols determinats dins el ball com l'estaquirot que aguanta el pal, les gitanilles i gitanos que dansen amb les cintes i trenes.
La música és interpretada per gralla i timbal.

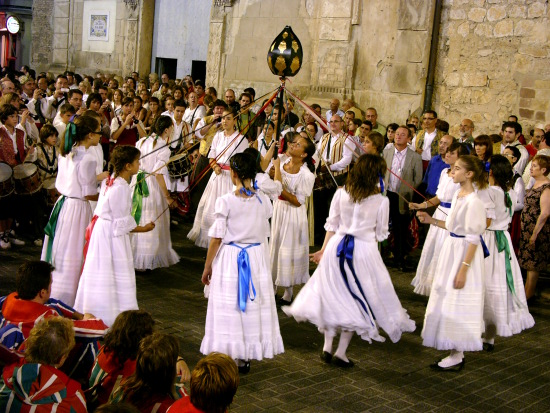
Ball de la Carxofa d'Algemesí, País Valencià. Patrimoni Immaterial de la Humanitat.

Actualment, es balla a la zona del Penedès i el Camp de Tarragona, però fins a mitjan segle xx era ballat a moltes zones de les Terres de Ponent com Lleida, Bellpuig o Cervera, que l'ha recuperat recentment.

### Al País Valencià
Al País Valencià és conegut també coma Dansa de la carxofa o Ball de les magranes, llueix indumentària de gitanes i gitanos com a la Catalunya Nova, però no reciten versos. El nom prové del fet que un noi porta un pal que té en el seu final una espècie de carxofa que s'obre al final de la processó, sortint d'ella un colom blanc.
La música és interpretada per dolçaina i tabalet.
El podem trobar a diferents poblacions valencianes com són Algemesí, Alcoi, Alginet, Morella, València, Todolella, Silla, entre altres poblacions.
Cal destacar que la Dansa de la Carxofa que actua a les Festes de la Mare de Déu de la Salut d'Algemesí d'Algemesí és Patrimoni Cultural Immaterial de la Humanitat per la UNESCO des del 2011.

## Poblacions on es balla actualment
El ball de gitanes es pot trobar a diferents localitats de Catalunya i del País Valencià:
| Ball de Gitanes al Vallès Vallès - L'Ametlla del Vallès - Barberà del Vallès - Canovelles - Cardedeu - Castellar del Vallès - Cerdanyola del Vallès - Granollers - Gualba - La Garriga - La Granada - La Llagosta - Lliçà d'Amunt - Lliçà de Vall - Llinars del Vallès - Martorelles - Moià - Mollet del Vallès - Montmeló - Palau-solità i Plegamans - Parets del Vallès - Ripollet - Rubí, on el ball de gitanes ha esdevingut tota una tradició de la ciutat, recuperada per l'Esbart Dansaire de Rubí, i per festa major centenars de persones la ballen al carrer - Sabadell - Sant Celoni - Sant Cugat del Vallès - Sant Esteve de Palautordera - Sant Llorenç Savall - Santa Eulàlia de Ronçana - Santa Maria de Palautordera - Santa Perpètua de Mogoda - Sentmenat - Terrassa Maresme - Mataró | Ball de Gitanes a la Catalunya Nova i País Valencià Segarra - Cervera Baix Llobregat - Castelldefels - Esparreguera Bages - Sant Vicenç de Castellet Camp de Tarragona - Penedès - L'Arboç - Vila-seca - Reus - Sant Pere de Ribes - Sitges - Tarragona - Torredembarra - Valls - El Vendrell - Sant Quintí de Mediona - Vilafranca del Penedès - Vilanova i la Geltrú - Sant Sadurní d'Anoia - Sant Pere Molanta País Valencià - Alcoi - Algemesí - Alginet - Morella - València - Todolella - Silla |

## Actuacions
- Ball de Gitanes - Santa Tecla Tarragona 2013